# Fäld
Die Ortschaft Fäld (auch Imfeld) befindet sich im schweizerischen Binntal und gehört heute zu der Gemeinde Binn. Die Ortschaft hat die Form eines Haufenweilers und ist die hinterste dauerhaft bewohnte Siedlung im Binntal.

## Geschichte
Die Ortschaft war immer ein Teil der Talschaft Binn und teilt mit ihr die politische und kirchliche Geschichte.
Anhand eines Kindergrabes mit einer unleserlichen Sesterze und einer Abfallgrube aus dem 1. und 2. Jahrhundert nach Christus ist eine Besiedlung der Gegend in der Römerzeit nachgewiesen. Urkundlich wird der Ort erstmals 1319 erwähnt. Im Jahr 1598 vernichtete ein Grossbrand fast die komplette Siedlung, einzig das höchstgelegene Haus mit dem Jahrgang 1530 scheint den Dorfbrand ohne Folgeschäden überstanden zu haben. In den darauf folgenden 15 Jahren wurden mindestens sieben Häuser im Dorfkern neu erbaut. Dadurch erhielt der Dorfkern ein homogenes Bild. Im Jahr 1669 wurde ein Gemeindehaus erbaut. An der Gasse wurde 1789 von Meier Johan Tenisch ein neues stattliches Haus erbaut. Bei einer Lawinenkatastrophe 1827 wurden durch die Feldbachlawine mehrere Gebäude beschädigt. Im Lawinenwinter 1951 wurde unterhalb der Kapelle ein Wohnhaus zerstört, an seiner Stelle wurde eine gemauerte Sennerei erbaut. Der Ort hat im Jahr 1998 die erste Archicultura-Medaille für das harmonische und intakte Ortsbild erhalten. Im Lawinenwinter 1999 wurde das oberste Haus des Dorfes von einer Staublawine aus der Lehmbach-Rinne beschädigt. Daraufhin wurde oberhalb des Dorfes ein von der Strasse durchtunnelter Schutzwall gegen die Lawine errichtet. 

## Gebäude

### Martinskapelle
Die Kapelle des heiligen Martin wurde beim Dorfbrand 1598 in Mitleidenschaft gezogen. Es ist unklar, ob sie danach nur renoviert oder neu erbaut wurde. Denn am 19. Juli 1660 segnete Johannes de Sepibus gemäss den Pfarreiakten eine neue Kapelle. Doch sind keine Unterlagen über einen Neubau vorhanden. Der Weihwasserstein trägt die Jahreszahl 1710. Oben im vorderen Giebel ist eine teilweise unleserliche Jahrzahl (1722 oder 1723) eingeritzt. Die Feldbachlawine im Jahr 1827 fegte den Helm des Dachreiters weg. Bekannt sind Reparaturen aus den Jahren 1879, 1888 und 1895. Im Jahr 1919 wurde die Kapelle durch Julius Salzgerber aus Raron neu bemalt. 1924 erfolgte eine Teilrenovation durch Jules Satoretti. 1935/36 erfolgte eine Neubemalung durch Josef Mutter aus Naters. Das Brusttäfer wurde 1937 ersetzt. Anlässlich der Aussenrenovation 1960/61 wurde der Dachstock erneuert und das Schindeldach durch eine Asbestzementabdeckung ersetzt.
Die Kapelle ist hoch geraten und besitzt einen kurzen, dreiseitig schliessenden Chor. Das Bauwerk ist nach Norden gegen den Hang gerichtet und liegt unmittelbar neben der Dorfstrasse. Von ihr ist die Kapelle, über eine halbrunde Freitreppe, durch ein seitliches Rundbogenportal zugänglich. Der Chor ist um zwei Stufen erhöht und mit einem spitzbogigen Chorbogen vom Schiff abgetrennt. Der chorseitige Schiffsgiebel geht in das Glockenjoch über. Dieses ist mit einem viergiebeligen Pyramidendächlein gedeckt. Der Chor und das Schiff besitzen auf der Längsseite je ein Fenster.
Der Altar ist um 1700 entstanden und wird Johann Ritz aus Selkingen zugewiesen.